# De dame met de hermelijn
De dame met de hermelijn is een schilderij van Leonardo da Vinci. Het is de publiekstrekker van  het Czartoryski Museum te Krakau, Polen.

## Toelichting
Op het schilderij uit ongeveer 1490 staat Cecilia Gallerani afgebeeld, de zestienjarige minnares van hertog Ludovico Sforza. Het schilderij is een van de vier vrouwenportretten van da Vinci's hand. De andere drie zijn de Mona Lisa, het portret van Ginevra de'Benci en La Belle Ferronière, een portret van mogelijk Lucrezia Crivelli (de laatste minnares van Sforza), dat ook wel aan de school van Da Vinci wordt toegeschreven.  Het portret, dat Cecilia toont, zich wegdraaiende van de toeschouwer, met een intrigerende glimlach, is van een bijzondere sensualiteit. Zij streelt een wit marterachtig dier dat met zijn klauwen in haar mouw slaat. Hierin kan men een verborgen seksuele verwijzing zien.
Da Vinci ontmoette Cecilia Gallerani in Milaan in 1484, waar zij beiden leefden in het kasteel van hertog Ludivico Sforza. Cecilia was de maîtresse van de hertog; ze speelde muziek en schreef poëzie. Er zijn verschillende verklaringen waarom er een hermelijn op het schilderij staat. Hermelijnen werden geassocieerd met de aristocratie. De hermelijn was ook een symbool van zuiverheid en kwam voor op het wapen van de Sforza's. Maar het kon ook een woordspeling met haar naam zijn.
Onderzoek met een nieuwe techniek onthulde in 2014 dat dit werk op zijn minst twee keer overschilderd is waarbij het witte dier pas in een latere versie werd toegevoegd.

## Geschiedenis van de omzwervingen van het schilderij
Het schilderij werd in Italië in 1798 gekocht door de Poolse politicus Adam Jerzy Czartoryski, zoon van de staatsman Adam Kazimierz Czartoryski en diens echtgenote Izabela Czartoryska, en in 1800 opgenomen in de Czartoryski's familiecollectie. De inscriptie in de linkerhoek van het schilderij is: LA BELE FERIONIERE. LEONARD D'AWINCI. Deze inscriptie is waarschijnlijk kort na aankomst in Polen toegevoegd door een restaurator.
Bijna meteen na de Duitse bezetting van Polen in 1939 werd het schilderij in beslag genomen door de nazi's en verzonden naar het Bode-Museum in Berlijn.
In 1940 verzocht Hans Frank, de Duitse gouverneur-generaal van Polen, dat het schilderij teruggebracht werd naar Krakau. Aan het einde van de Tweede Wereldoorlog werd het schilderij ontdekt in Franks huis op het platteland van Beieren door geallieerde troepen. Het schilderij is in die tijd teruggekeerd naar Polen en maakt weer deel uit van de collectie van het Czartoryski Museum in Krakau. In het voorjaar 2017 was het tijdelijk te bewonderen in de Krakause Wawelburcht.
In december 2016 werd de hele Czartorysky collectie waaronder dit schilderij verkocht aan de Poolse staat voor een totaal bedrag van 100 miljoen euro terwijl de collectie geschat werd op 2 miljard euro.

Detailoverzicht
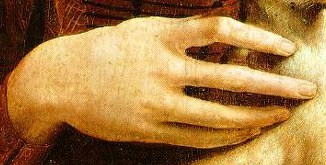
Detail hand
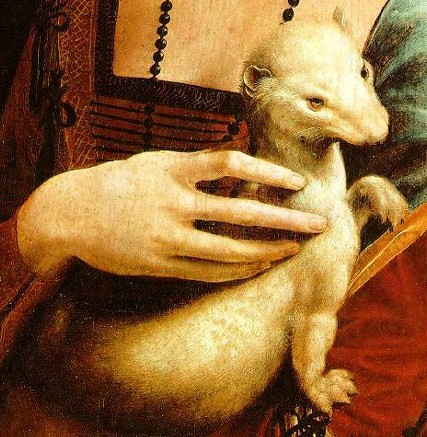
Detail hermelijn
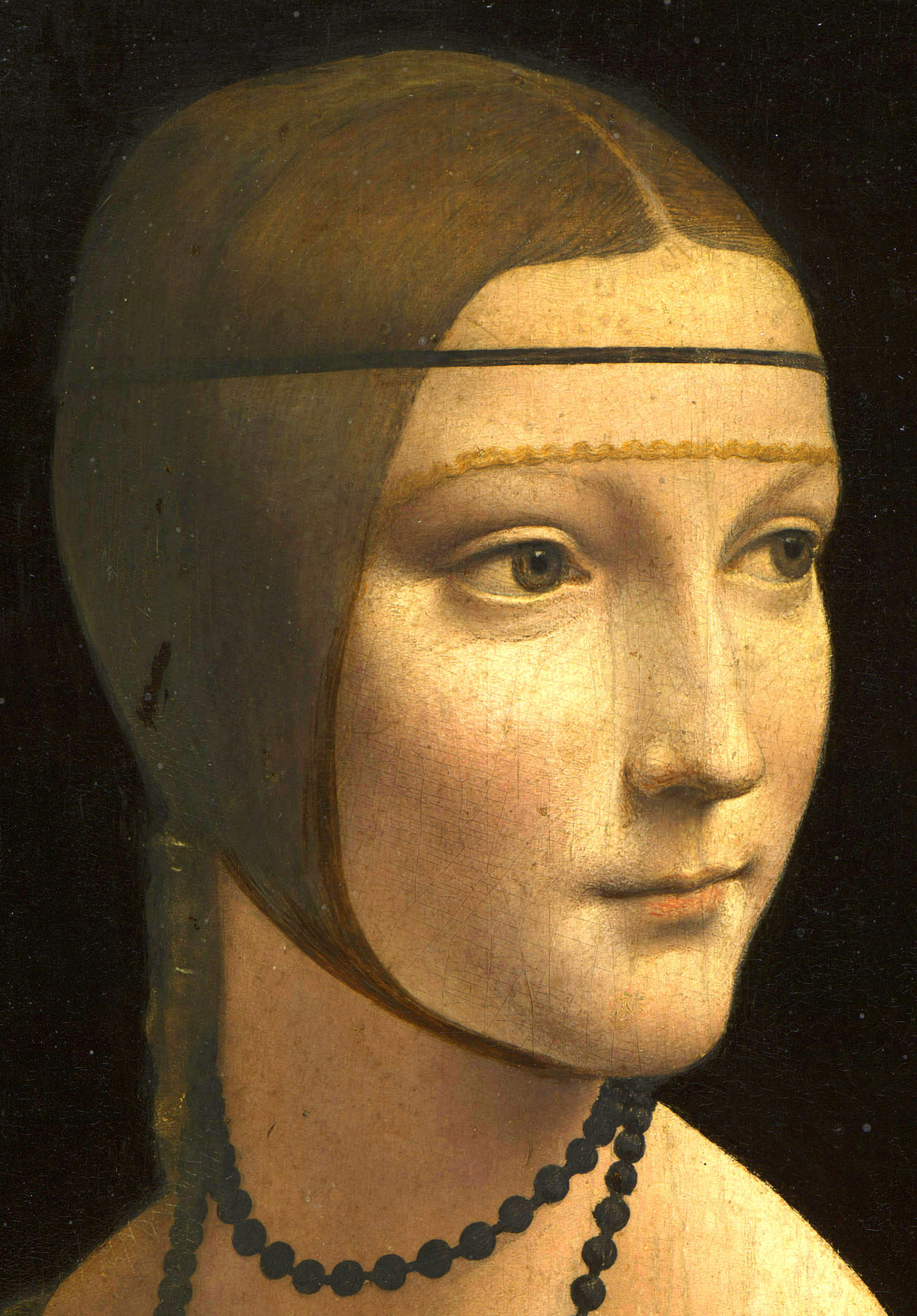
Detail gezicht

- Marburg Picture Index: 07701527
- Bibliothèque nationale de France: cb13512023s (data)
- Gemeinsame Normdatei: 4412048-5
- Library of Congress Control Number: n98075497
- Nationale Bibliotheek van Israël: 987007322048405171
- Virtual International Authority File: 182378356

De doop van Christus · De annunciatie · Madonna met de anjer · Portret van Ginevra de' Benci · Madonna Benois · De boetvaardige Hiëronymus · De aanbidding door de wijzen · Madonna in de grot · De dame met de hermelijn · Portret van een dame (La Belle Ferronnière) · Het Laatste Avondmaal · Karton van Burlington House · Slag bij Anghiari · Mona Lisa · Maria met kind en Sint-Anna · Johannes de Doper